# Ga Yaek Tiwanon MRT
Ga Yaek Tiwanon (tiếng Thái: สถานีแยกติวานนท์) là một ga Bangkok MRT trên Tuyến Tím. Nhà ga mở cửa ngày 6 tháng 8 năm 2016 và nó nằm trên đường Bangkok-Nonthaburi, gần nút giao đường Tiwanon Road tại tỉnh Nonthaburi. Nhà ga có bốn lối vào.